# 나 아니면 너
나 아니면 너는 대한민국의 포스트 펑크 밴드 쾅프로그램의 데뷔 정규 음반이다. 2013년 8월 8일 발매되었다.

## 배경
2012년 정규 음반 발매 이전 쾅프로그램은 두개의 EP This is The End of Us, (For City) Special Demo를 발매했다. 음반 표지는 최태현과 김영호의 사진을 일정 부분 지운 것이며, 인터뷰에서 최태현은 "네가 내가 되고 내가 네가 되는 이미지"를 만들기 위해 이런 느낌의 표지를 만들었다고 말한 바 있다.

## 평가
웨이브의 최민우는 이 음반을 "포스트 펑크를 끈기 있게 구현해내는 이 음반이 신선하게 들린다면 그건 일차적으로 ‘지역적 맥락’을 감안해서이겠지만, 음반은 필사적으로 그 맥락을 넘어서고자 노력하는 것처럼 보이고, 그 노력이 보상을 받는 순간들이 들린다"라고 평가했다. 온음의 조지환은 이 음반을 여러 사람들이 한 데 모여 뒤얽혀 산다고 하는 흔한 사태의 결과로서 소음을 서술하는 작품이라고 이야기 한 바 있다.

## Track listing
| #            | 제목                             | 재생 시간 |
| ------------ | -------------------------------- | --------- |
| 1.           | 〈Whatch〉                       | 2:49      |
| 2.           | 〈30Km〉                         | 5:09      |
| 3.           | 〈나 아니면 너〉 ("You or Me")   | 4:58      |
| 4.           | 〈도깨비시장〉 ("Goblin Market") | 4:02      |
| 5.           | 〈333〉                          | 4:12      |
| 6.           | 〈도시도〉 ("Dos à Dos")         | 4:33      |
| 7.           | 〈Gangs Are Blue〉               | 4:12      |
| 8.           | 〈잘살아침〉 ("Jalsalachim")     | 3:20      |
| 9.           | 〈625720〉                       | 4:23      |
| 10.          | 〈녹색빛〉 ("Green Light")       | 3:22      |
| 총 재생 시간 | 총 재생 시간                     | 41:00     |